# Труд (Скадовський район)
Труд — село в Україні, в Скадовському районі Херсонської області. Населення становить 247 осіб.

## Історія
24 лютого 2022 року село тимчасово окуповане російськими військами під час російсько-української війни.
22 червня 2023 року рішенням Національної комісії зі стандартів державної мови віднесено до списку населених пунктів, які «можуть не відповідати лексичним нормам української мови», зокрема стосуватися «російської імперської чи колоніальної політики». Громаді рекомендовано обґрунтувати доцільність збереження поточної назви або  запропонувати нову назву в установленому законодавством порядку.

## Населення
Згідно з переписом УРСР 1989 року чисельність наявного населення села становила 215 осіб, з яких 107 чоловіків та 108 жінок.
За переписом населення України 2001 року в селі мешкало 249 осіб.

### Мова
Розподіл населення за рідною мовою за даними перепису 2001 року:
| Мова       | Відсоток |
| ---------- | -------- |
| українська | 94,74 %  |
| російська  | 4,86 %   |
| білоруська | 0,40 %   |